# Финеев, Иван Лаврентьевич
Иван Лаврентьевич Финеев (1862 — ?) — крестьянин, депутат Государственной думы II созыва от Вятской губернии.

## Биография
Крестьянин деревни Чириково Теребиловской волости Уржумского уезда Вятской губернии. Имел начальное домашнее образование. Служил волостным писарем. Занимался земледелием на наделе. В момент выборов в Думу был беспартийным.
14 февраля 1907 года был избран в Государственную думу II созыва от общего состава выборщиков Вятского губернского избирательного собрания. Вошёл в состав группы Социалистов-революционеров. В думские комиссии не входил, в прениях с думской трибуны не участвовал.
Дальнейшая судьба и дата смерти неизвестны.

### Рекомендуемые источники
- Владимир Ситников. Энциклопедия земли Вятской: ЭЗВ : откуда мы родом? С. 463.

### Архивы
- Российский государственный исторический архив. Фонд 1278. Опись 1 (2-й созыв). Дело 459. Дело 601. Лист 2.